# Wutachflühen
Die Wutachflühen sind ein vom Regierungspräsidium Freiburg am 27. September 1979 durch Verordnung ausgewiesenes Naturschutzgebiet auf dem Gebiet der Stadt Stühlingen im Landkreis Waldshut und der Stadt Blumberg im Schwarzwald-Baar-Kreis.

## Lage
Das Schutzgebiet umfasst den untersten Abschnitt der Wutachschluchten zwischen den Ortschaften Fützen im Osten und Blumegg im Westen. Es beginnt im Norden ungefähr an der Mündung des Letterngrabens in die Wutach und reicht im Süden bis zur Mündung des Weilergrabens. Es liegt im Naturraum Alb-Wutach-Gebiet.

## Schutzzweck
Wesentlicher Schutzzweck ist laut Schutzgebietsverordnung „die Erhaltung des als Wutachflühen bezeichneten Teils des Wutachtals zwischen dem Einschnitt des Letterngrabens im Norden und des Weilergrabenbachs im Süden als Naturraum von besonderer Eigenart und Schönheit, als geologisch, insbesondere erdgeschichtlich bedeutsamster Naturaufschluß des Muschelkalks in Süddeutschland [und] als Lebensraum artenreicher Gesellschaften seltener, zum Teil vom Aussterben bedrohter Pflanzen- und Tierarten.“

## Landschaftscharakter

Topographie des Wutachknies und der Wutachflühen (Mitte)

Die Wutach ist schluchtartig in den anstehenden Muschelkalk eingegraben. Die bewaldeten Talhänge sind daher mit zahlreichen Felsformationen durchsetzt. Die namengebenden Wutachflühen stellen eine 3 Kilometer lange, bis 85 Meter hohe Felswand im Oberhang der linken Schluchtseite dar. Östlich von Blumegg gehören auch einige landwirtschaftlich genutzte Flächen auf der oberhalb der Schlucht gelegenen Ebene zum Naturschutzgebiet. Im Norden gibt die etwas breitere Talaue einigen Wiesen Raum.

## Zusammenhängende Schutzgebiete
Im Norden grenzt das Landschaftsschutzgebiet Achdorfer Tal, Buchberg und Mundelfinger Viehweide an. Das Gebiet liegt im FFH-Gebiet Blumberger Pforte und Mittlere Wutach und im Vogelschutzgebiet Wutach und Baaralb sowie im Naturpark Südschwarzwald.